# Григориј Сковорода
Григориј Савич Сковорода (укр. Григо́рій Са́вич Сковорода́, рус. Григо́рий Са́ввич Сковорода́; Чернухи, 3. децембар 1722 — Ивановка, 9. новембар 1794) био је украјински и руски филозоф, песник, професор и композитор. Скоровода је био козак на територији данашње Украјине који је живео у Руском царству и дао значајан допринос руској филозофији и култури. Живео је и радио у Слободској Украјини, која данас делом припада Русији, а делом Украјини. Сковорода је био толико важан за руску културу и развор руске филозофске мисли да га називају и “Руским Сократом”.
Говорио је неколико језика: руски, украјински, латински, грчки и црквенословенски.
Сковорода је стекао образовање на Могила Академији у Кијеву. Прогоњен световним и духовним силама, Сковорода је водио живот као путујући мислилац-просјак. У својим трактатима и дијалозима обрађивао је библијске проблеме којим су се бавили Платон и стоици. Прва његова књига издата је после његове смрти, 1798, у Санкт Петербургу. Комплетни радови Сковороде објављени су први пут у истом граду 1861. Пре овог издања, многи од његових радова постојали су само у рукописима.

## Биографија
Сковорода је рођен у украјинској козачкој породици у селу Чернухи, 1722. године. Студирао је на Могила Академији у Кијеву (1734–1741, 1744–1745, 1751–1753), али није дипломирао. 1741, са 19 година, одвео га је стриц, Игњатиј Полтацев, из Кијева да би певао у царском хору у Санкт Петербургу и Москви. У Кијев се вратио 1744. Период између 1745. и 1750. провео је у Краљевини Мађарској и сматра се да је за то време путовао Европом. 1750. се вратио у Кијев. Те (1750) и следеће године предавао је поетику у Перејаславу. Већину периода 1753-1759 Скоровода је био учитељ у једној спахијској породици у селу Каврај. Следећих десет година, са прекидима, предавао је предмете као што су поезија, синтакса, грчки језик и етика на Харковском колегијуму. Након напада на његов час 1769. одлучио је да напусти тај посао.
Сковорода је познат као композитор литургијске музике, као и по бројним песмама са својим текстовима. Од ових песама, неколико њих прешло је у украјинске народне песме. Многе од његових филозофских песама, познатих као “Сковородски псалми” су се често нашли на репертоару путујућих слепих народних музичара познатих као кобзари. Они су описани као вешти свирачи флауте, торбана и кобзе.
Последње четвртине свог живота Сковорода је путовао пешке Слободском Украјином, стајући са разним пријатељима, и богатим и сиромашним, при том се трудећи да не остане предуго на једном истом месту.
Последњи период живота било је време његових великих филозофских дела. У овом периоду, али и раније, писао је поезију и писма на црквенословенском, грчком и латинском језику и превео велики број дела са латинског на руски.

## Језик
Постоји много расправа о језику који је Сковорода користио при писању својих дела. Он је користио облик писаног украјинског језика који се мало разликовао од народног украјинског. То је последица чињенице да је он студирао у верским институцијама које су се у великој мери ослањале на разне облике црквенословенског језика. Ипак, основ његовог матерњег језика био је украјински.
Поред украјинског, Сковорода је говорио и грчки, латински, немачки и хебрејски. Након анализе Скороводине поезије од не-украјинских елемената од стране словенског лингвисте Јурија Шевелова закључено је да је речник Сковороде садржао 7,8% руског, 7.7% не-словенског и 27,6% црквенословенског речника, као и то да је варијанта црквенословенског језика коју је он користио је иста као и у Саборној Библији из 1751. Сковородина проза, међутим, садржи више не-украјинских елемената: 36.7% црквенословенског, 4.7% других несловенских европских језика и 9,7% руског.
Након дубље анализе Сковородиног језика, Шевелов је дошао до закључка да учесталост црквенословенских и појаве руских речи одражавају круг људи са којима је Сковорода био у вези и од којих је материјално зависио, а не од сељака и сељачког језика који је знао и говорио.
Шевелов је закључио:
Укратко, језик Сковороде, минус његове библијске и црквене, политичке и личне особености, је, у својој основи, варијанта стандардног руског језика коју користе образовани људи.

## Признања
15. септембра 2006. године Сковородин портрет постављен је на највећу новчаницу у оптицају у Украјини, на 500 гривни.
Григориј Сковорода филозофски институт, основан 1946 послује, под окриљем Националне академије наука Украјине.